# Welcome to My Nightmare
| Recensione                | Giudizio |
| ------------------------- | -------- |
| Rolling Stone Album Guide | [ 1 ]    |

Welcome to My Nightmare è l'ottavo album in studio del cantante statunitense Alice Cooper, pubblicato l'11 marzo 1975 dalla Atlantic Records.

## Il disco
Il disco è indicato da tanti come il culmine della sua discografia e uno dei più rappresentativi dischi rock di tutti i tempi. Esso è anche il primo disco di Alice da solista, dato che prima vi era una formazione ben precisa fino a Muscle of Love. Il disco è stato apprezzato non solo per la composizione musicale, ma anche per la teatralità che esso sprigiona. Un ospite speciale è l'attore Vincent Price, il quale presta la voce ad un personaggio facente parte del tema del disco, "Il Curatore". Welcome to My Nightmare è un concept album che narra la lenta e progressiva discesa nella follia attraverso le esperienze personali, gli incubi ed i deliri di un giovane chiamato Steven. Brani da menzionare di questo album sono la traccia omonima, "Devil's Food", "The Black Widow", "Only Women Bleed" e "Steven". Rolling Stone Magazine ha inserito la copertina del disco tra le 100 più belle di tutti i tempi.

## Trama
Il personaggio di Steven appare per la prima volta nel concept album Welcome to My Nightmare. L'album è un viaggio attraverso la mente di Steven, seriamente danneggiata. Egli vive in un incubo costante e noi siamo guidati attraverso questi sogni dal Curatore (interpretato da Vincent Price). Nella prima omonima canzone siamo accolti nell'incubo. Nella seconda, "Devil's Food", Steven è intrappolato nella rete di un ragno, e sta per essere mangiato da una Vedova Nera. Il ragno, la rete e l'intero incubo sono solo nella sua mente, ma onnipresenti come una sorta di delirio, quindi Steven pensa di obbedire alla Vedova Nera, così da salvarsi.
(The Black Widow)
La canzone che segue si chiama "Some Folks", e leggendo fra le righe, si capisce che il protagonista ha sviluppato degli istinti omicidi.
Il tema della canzone "Only Women Bleed" offre una panoramica di rapporto uomo-donna sbilanciato, dove il ruolo femminile è svilito completamente, forse si tratta del punto di vista di Steven, del suo rapporto con le donne o forse di come vivevano il matrimonio i suoi genitori.
Nella canzone "Cold Ethyl", Steven racconta del proprio rapporto morboso con una donna morta che tiene conservata in frigorifero (appunto Ethyl).
In "Years Ago" l'ascoltatore torna indietro nel tempo, all'infanzia del protagonista; Steven era un bambino solo che si sentiva rifiutato dagli amici e dagli adulti e che forse ha covato rabbia inconscia nei confronti del prossimo, non riuscendo a trovare un modo di comunicare i propri pensieri e le proprie emozioni.
La canzone "Steven" ci conduce nel cuore dell'incubo: la trasformazione da un innocente bambino a killer sanguinario, attraverso una dissociazione che lo porta alla completa pazzia.
Nel brano "The Awakening" il protagonista riaffiora in sé stesso come da un incubo, con le mani macchiate di sangue senza ricordare nulla dell'accaduto, l'incubo di Steven si conclude con la presunta fuga, o il desiderio di essa, narrata del brano "Escape".

## Tracce
1. Welcome to My Nightmare – 5:19 (Alice Cooper, Dick Wagner)
2. Devil's Food – 3:38 (Cooper, Bob Ezrin, Kelly Jay)
3. The Black Widow – 3:37 (Cooper, Wagner, Ezrin)
4. Some Folks – 4:19 (Cooper, Ezrin, Alan Gordon)
5. Only Women Bleed – 5:49 (Cooper, Wagner)
6. Department of Youth – 3:18 (Cooper, Wagner, Ezrin)
7. Cold Ethyl – 2:51 (Cooper, Ezrin)
8. Years Ago – 2:51 (Cooper, Wagner)
9. Steven – 5:52 (Cooper, Ezrin)
10. The Awakening – 2:25 (Cooper, Wagner, Ezrin)
11. Escape – 3:20 (Cooper, Mark Anthony, Kim Fowley)

## Singoli
- 1975 - Only Women Bleed
- 1975 - Department of Youth
- 1975 - Welcome to My Nightmare

## Formazione
- Alice Cooper - voce
- Steve Hunter - chitarra
- Dick Wagner - chitarra e voce
- Prakash John - basso
- Tony Levin - basso
- Johnny Badanjek - batteria
- Whitey Glan - batteria

Personale aggiuntivo
- Jozef Chirowski - tastiere, clavinet e voce
- Bob Ezrin - tastiere
- David Ezrin - voce
- Michael Sherman - voce
- Gerry Lyons - voce
- The Summerhill Children's Choir - voce
- Vincent Price - il curatore
- Trish McKinnon - la madre

## Classifica
Album - Billboard 200 (Nord America)
| Anno | Classifica    | Posizione |
| ---- | ------------- | --------- |
| 1975 | Billboard 200 | 5         |